# Kurländische Kolonialgeschichte
Das Herzogtum Kurland und Semgallen war das kleinste europäische Land, das Kolonien in Amerika und Afrika unterhielt. Die amerikanische Kolonie existierte in Tobago zwischen 1654 und 1659 und dann wieder von 1680 bis 1689, eine afrikanische Kolonie auf James Island zwischen 1649 und 1660.

## Geschichte

### Kurland im 17. Jahrhundert

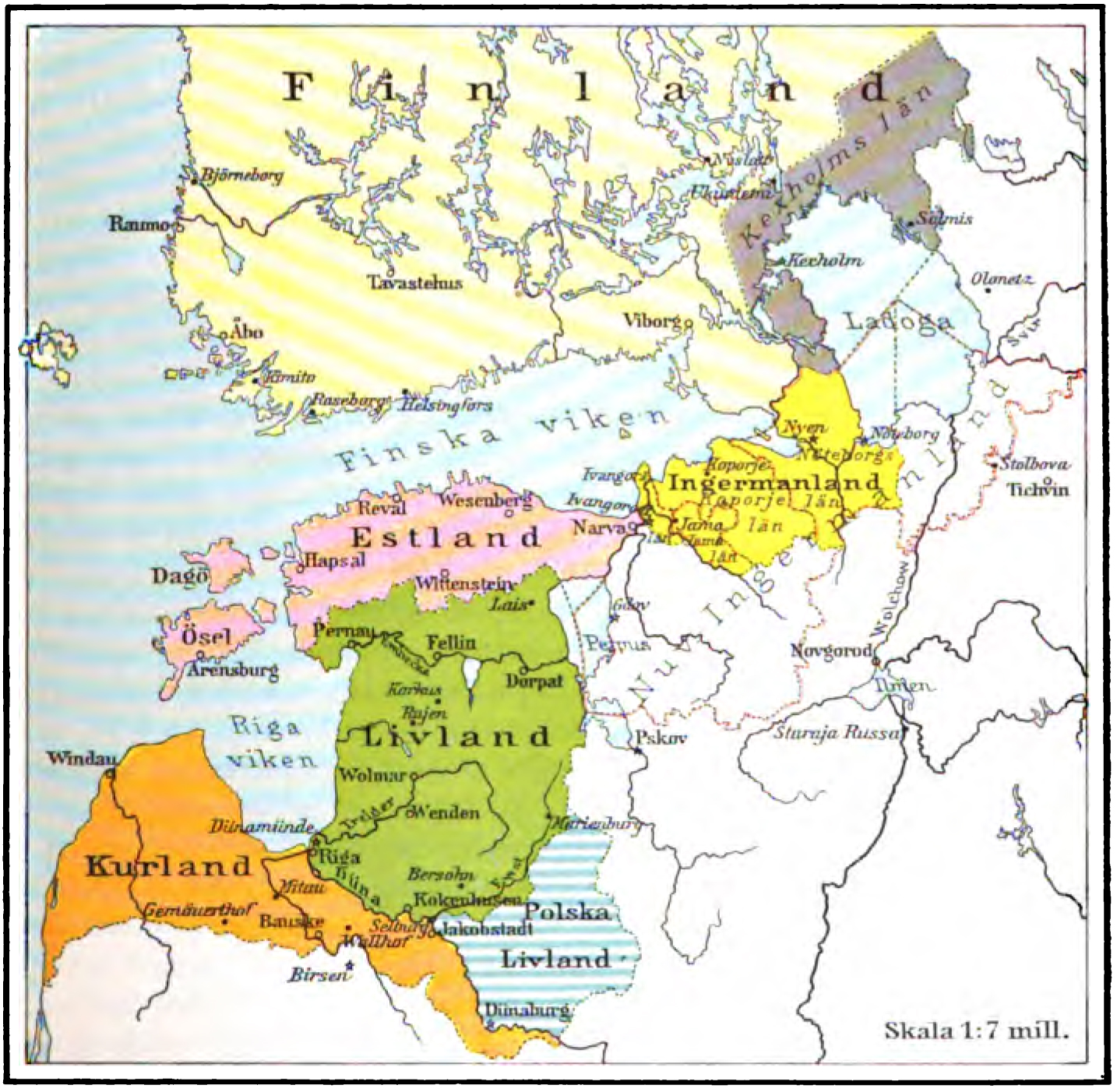
Die baltischen Länder im 17. Jahrhundert

Kurland war ein Lehen Polen-Litauens im heutigen Lettland, wurde 1561 Herzogtum und hatte ca. 200.000 Einwohner. Die Deutschen stellten das Bildungsbürgertum und die kaufmännische Bevölkerung, die Letten waren Bauern.
Unter  Herzog Jakob Kettler stieg das Herzogtum zu seinem größten Wohlstand auf. Am Anfang stand eine Eheschließung: 1645 heiratete Kettler Luise Charlotte von Brandenburg (1617–1676), die älteste Tochter des Kurfürsten Georg Wilhelm von Brandenburg. Sie führte ihrem Mann ein sehr großes Vermögen als Mitgift zu und sie war Anteilseignerin der Holländischen Westindien-Kompanie. Die Erfahrungen seiner Frau nutzend, begann der Herzog Häfen in Windau und Libau anzulegen, und bestellte bei holländischen und deutschen Werften hochseetaugliche Schiffe.

### Auf dem Weg zur kurländischen Handelskompagnie
Während seiner Reisen nach Westeuropa wurde Jakob ein eifriger Verfechter des Handels. Metallbearbeitung und Schiffbau wurden mehr und mehr entwickelt. Handelsbeziehungen wurden nicht nur mit den direkten Nachbarn geschlossen, sondern auch mit Großbritannien, Frankreich, den Niederlanden, Portugal und anderen. Kettler begründete eine eigene Handelsflotte in Europa.

### Die brandenburgisch-kurländischen Kolonien in der Karibik

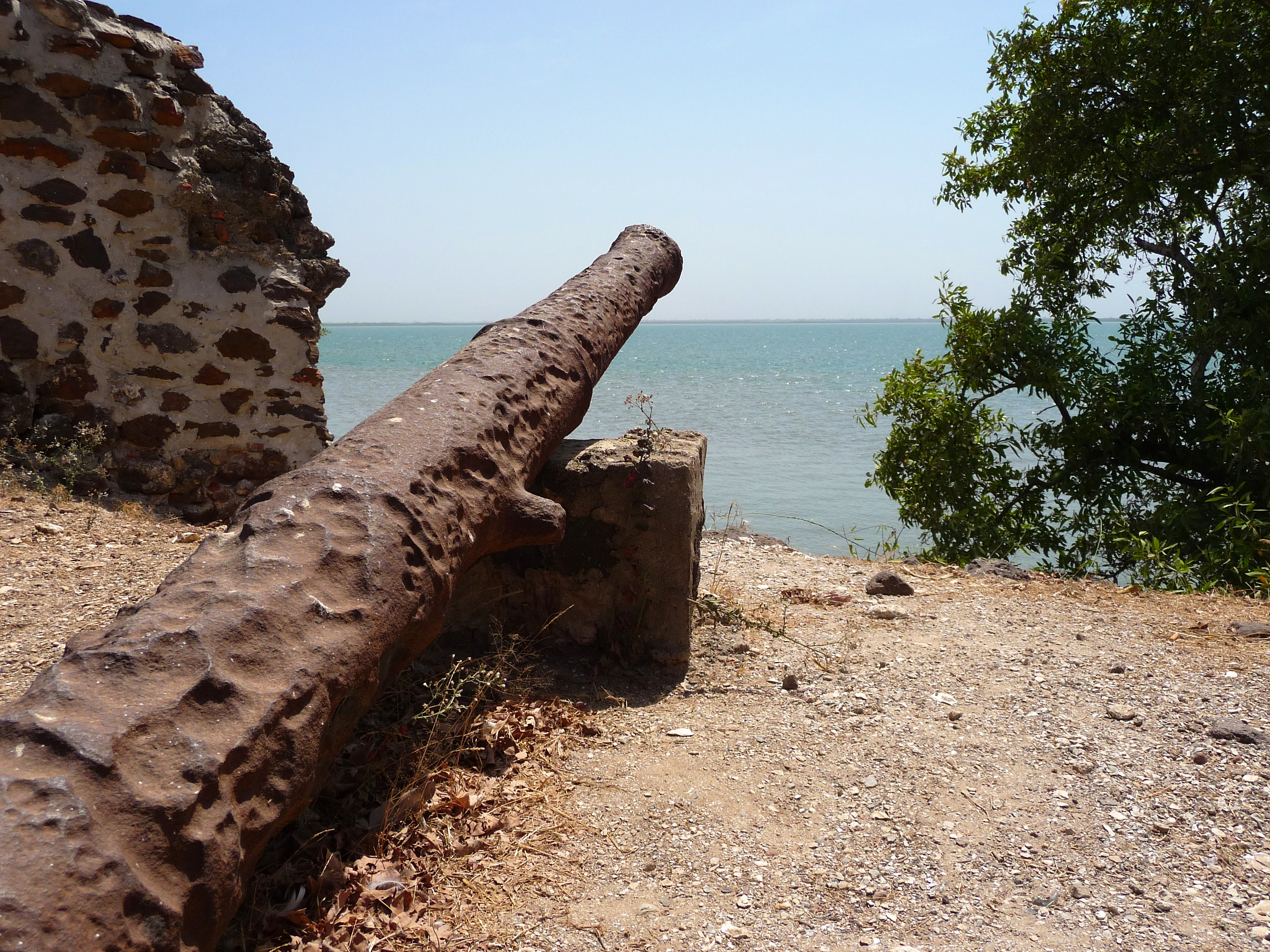
In den Ruinen der Festung Fort Jacob

Bereits vor 1637 hatte die spätere kurländische Herzogin brandenburgische Handelsreisende nach Westindien geschickt. Sie beauftragte 212 Siedler und Abenteurer, in Tobago eine Kolonie zu gründen. Eine frühere europäische Siedlung, eine 1628 gegründete niederländische Kolonie, gab es bereits auf der Insel, die jedoch von den Spaniern am 1. Januar 1637 überfallen und ausgelöscht wurde.
Die erste brandenburgisch-kurländische Kolonie war ein Fehlschlag, so auch ein zweiter Versuch 1639. Verheißungsvoller begann der dritte Anlauf im Jahre 1642. Zwei Schiffe unter Führung von Kapitän Cornelius Caroon brachten mehr als 300 Siedler, die an der Nordküste in der Nähe der heutigen Courland Bay eine Kolonie gründeten. Doch auch sie mussten ihre Niederlassung 1650 aufgeben, u. a. infolge des Widerstandes der karibischen Einheimischen.

### Neu-Kurland an der Westafrikanischen Küste
Die beiden herzoglich-kurländischen Schiffe Walfisch und Krokodil unternahmen 1649 eine Handelsexpedition zur Westküste Afrikas. Das erklärte Reiseziel war es, auch dort einen Handelsstützpunkt zu gründen. Er wurde auf der Flussinsel St. Andrews Island im Gambia-Fluss gegründet und Sankt Andreas genannt. Es war der erste Ort in Neu-Kurland. Zum Schutz der Siedlung wurde unverzüglich mit dem Bau der Festung Fort Jacob begonnen.

### Pläne für Walfang im Nordatlantik
Der Herzog beauftragte die inzwischen beträchtlich angewachsene Flotte mit weiteren Handelsexpeditionen. Seine Schiffe besuchten die Färöer-Inseln und Island, um Stützpunkte oder Ankerplätze für den Walfang auszuhandeln. Weitere Expeditionen sollten in unerforschte Gebiete der Südsee vordringen.

### Erneuter Gründungsversuch auf Tobago

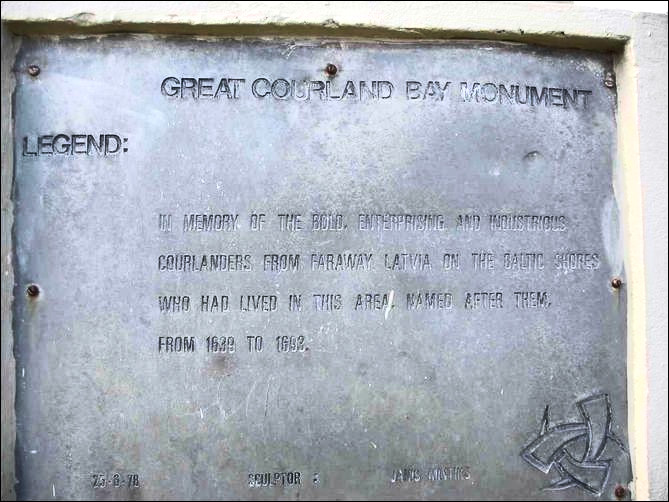
Denkmal zur Erinnerung an die kurländische Kolonie auf Tobago

Bald darauf, am 20. Mai 1654, wurde nochmals ein Versuch unternommen, eine Kolonie in Tobago zu gründen, wo das Schiff Das Wappen der Herzogin von Kurland landete. Das Schiff brachte 45 Kanonen, 25 Offiziere, 124 kurländische Soldaten und achtzig Familien mit sich, um Tobago in Besitz zu nehmen. Kapitän Willem Mollens benannte die Insel wiederum in Neukurland um. Ein Fort wurde im Südwesten der Insel erbaut: Fort Jacobus.
Das Fort war von der Stadt Jacobstadt (das spätere Jamestown) umgeben. Andere Orte erhielten ebenfalls Namen mit Beziehung zur alten Heimat, so auch Great Courland Bay, Courland Estate, Libau Bay and Little Courland Bay. Eine protestantische Kirche wurde im ersten Jahr der Siedlung von den Kurländern errichtet. Eine zweite holländische Kolonie Nieuw Walcheren wurde im September 1654 gegründet und wuchs bald über die Größe der kurländischen Siedlungen hinaus. 120 kurländische Kolonisten kamen 1657, die holländische Kolonie erreichte eine Einwohnerzahl von 1200, als 500 französische Siedler sich ihr anschlossen.
Nach Europa wurden folgende Waren exportiert: Zucker, Tabak, Kaffee, Baumwolle, Ingwer, Indigo, Rum, Kakao, Schildpatt, tropische Vögel und deren Federn.

### Das Ende der kurländischen Unabhängigkeit
Inzwischen hatten sich die machtpolitischen Verhältnisse im Ostseeraum verschoben. Nach dem Ende des Dreißigjährigen Krieges begann Schweden sich verstärkt für seine südöstlichen Nachbargebiete zu interessieren. Im Jahre 1655 fiel die schwedische Armee in das Territorium Kurlands ein und legte so den Grundstein für den Zweiten Nordischen Krieg. Herzog Jakob wurde von 1658 bis 1660 von der schwedischen Armee gefangen gehalten.

### Verlust der Kolonie Neukurland auf Tobago

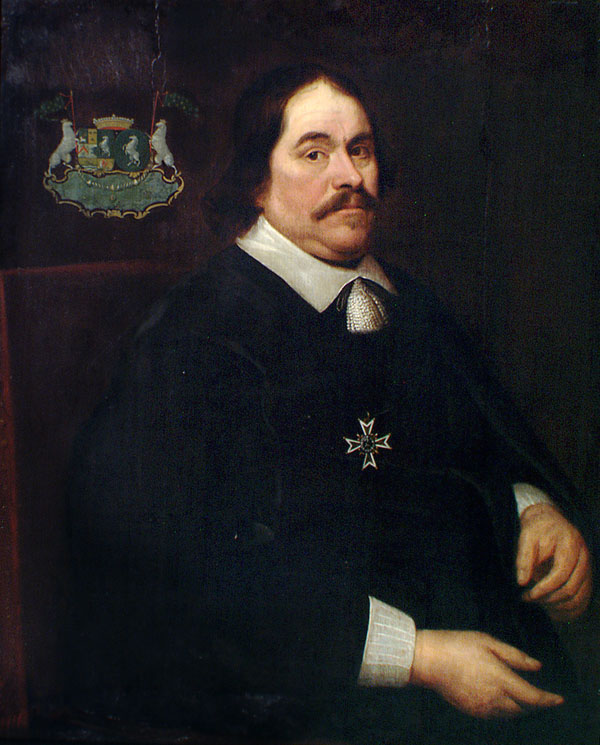
Kurlands Gegner auf Tobago – der holländische Baron Cornelis Lampsins (1600–1664)

Während dieser Zeit wurden die kurländischen Stützpunkte von den Holländern, die in der Überzahl waren, eingenommen. Die Handelsflotte wurde gekapert  und die Fabriken wurden zerstört. Die holländischen Siedler der Insel umzingelten Fort Jacobus und zwangen Hubert de Beveren, Statthalter der Kurländer, zur Kapitulation. Kurland gab Neukurland offiziell am 11. Dezember 1659 auf. Dieser Krieg endete mit dem Vertrag von Oliva von 1660.
Die kurländischen Verwalter verließen Tobago 1666, vermutlich nach einem Piratenangriff, der im selben Jahr stattfand. Im Jahre 1668 versuchte ein kurländisches Schiff Fort Jacobus zurückzuerobern, wurde aber von den Holländern vertrieben.
Teile der Insel Tobago wurden für kurze Zeit zurückgewonnen. Dies geschah zum Ende der Regierungszeit Jakobs mit dem Versuch der Gründung einer neuen Kolonie im Juli 1680. Er veranlasste, die Siedlungen und Fabriken wiederherzustellen, und gab dazu unter anderem den Kauf neuer Schiffe in Auftrag. Doch die Wiederbelebung der Kolonie war nicht von Dauer, denn das Herzogtum Kurland hatte nach dem Zweiten Polnisch-schwedischen Krieg seinen früheren Wohlstand nicht wieder erreicht und damit nicht mehr die nötigen Mittel zum Unterhalt der Kolonie. Die Insel Tobago blieb vom März 1683 bis Juni 1686 ohne Verwalter und somit herrenlos. Die kurländische Herrschaft auf Tobago endete mit dem Verkauf der Insel an die Holländer. Im Mai 1690 verließen die letzten Siedler, sofern sie nicht zu den Holländern übergelaufen waren, Tobago für immer. Allerdings wurden noch bis 1795 Statthalter ernannt.

## Statthalter von Neukurland (Tobago)

Kurländische Kolonisierung Tobagos (lettische Briefmarke, 2001)

| 1642–1643 | Edward Marshall   |
| 1643–1650 | Cornelius Caroon  |
| 1654      | Adrien Lampsius   |
| 1656–1659 | Hubert de Beveren |